# No Tears Left to Cry
 (mai 2021).
Le contenu est difficilement compréhensible vu les erreurs de traduction, qui sont peut-être dues à l'utilisation d'un logiciel de traduction automatique.
Albums de Ariana Grande
Dangerous Woman
(20 mai 2016)  thank u, next
(8 février 2019)
Singles de Ariana Grande
Somewhere Over the Rainbow
(2017) Dance to This
(2018)
No Tears Left to Cry est une chanson de la chanteuse américaine d'Ariana Grande tirée de son quatrième album studio, Sweetener (2018). Écrite par Grande, Savan Kotecha et ses producteurs Max Martin et Ilya, elle a été publiée par Republic Records en tant que single principal de l'album le 20 avril 2018, parallèlement à son clip vidéo. Ce titre est une chanson dance-pop et disco avec un rythme de type "UK garage".
Aux États-Unis, No Tears Left to Cry fait son entrée dans le Billboard Hot 100 au troisième rang, étendant ainsi son record en tant que seule artiste à faire ses débuts dans le top dix avec le single de tous ses albums studio. Il est devenu son troisième single au sommet du palmarès des 40 meilleurs diffusions américaines. Sur la scène internationale, la chanson a dominé les charts dans différents pays et a remporté le prix de la meilleure vidéo pop aux MTV Video Music Awards 2018 .

## Contexte
À la suite de l'attentat de la Manchester Arena lors de sa tournée Dangerous Woman en mai 2017, Ariana Grande hésitait à enregistrer de nouvelles musiques, préférant passer du temps avec ses proches en raison de l'impact émotionnel que la tournée avait eu sur elle. No Tears Left to Cry a été la première chanson que Grande a écrite avec Max Martin, Ilya et Savan Kotecha pour Sweetener, après avoir travaillé avec Pharrell Williams pour la majeure partie de l'album. Grande souhaitait que son premier single depuis l'attentat soit plein d'espoir et évoque l'incident, mais ne s'attarde pas dessus. La chanson a commencé quand elle a dit : « Je veux qu'elle soit positive et parle de positivité et d'amour. Je n'ai plus de larmes à pleurer ». Martin a ensuite chanté la mélodie du chœur. Ils ont composé la musique de la chanson avant d'écrire les paroles.
Grande avait l'intention de combler le changement de son précédent album Dangerous Woman avec No Tears Left to Cry. Elle souhaitait que ce soit plus obscur et inattendu, inspirée par son travail avec Williams, et suggéra ainsi que ses couplets et son refrain soient écrits dans des tonalités différentes. Grande a également insisté pour que ce film commence comme une ballade et devienne ensuite un tempo parfait comme "I Will Survive" de Gloria Gaynor. Kotecha a expliqué que l'introduction de la ballade convenait bien aux accords d'ouverture que Martin et Ilya ont joués. Ils se sont « réunis et ont eu ce flux ». Cependant, ils ont passé beaucoup de temps à travailler sur le pré-chœur jusqu'à ce qu'Ilya ait trouvé un groove dont ils étaient satisfaits. Selon Kotecha, ils ont opté pour des paroles plus simples pour rendre la chanson « digeste » et « plus facile à comprendre » en raison de ses changements d'accords déjà complexes et de ses changements mélodiques. Il a été enregistré aux studios MXM et Wolf Cousins à Stockholm, en Suède. À propos de la chanson, Grande a dit qu'elle espérait qu'elle apporterait lumière et réconfort, "mais vous incite également à danser et à vivre votre meilleure vie!"

## Composition
No Tears Left to Cry est une chanson dance-pop et disco avec un rythme britannique. La chanson est en 4
4 fois et est à l’origine dans la tonalité de la mineur, avec un tempo de 122 battements par minute. Le refrain est basé sur une progression d'accords Am – G – F – Am – G – F – C – Dm – Am – C, tandis que les versets suivent une séquence A (add2) –F (add2) –G (add2). La gamme vocale de Grande s'étend de G3 à G5. 
Au niveau des paroles, la chanson parle d'optimisme. selon Rolling Stone, il "célèbre l'élévation de la négativité du monde". Variety a noté que le refrain de la chanson mettait en contraste Grande, qui alternait entre « élever sa voix, implorant, par positivité » et les paroles « Oh, je veux juste que tu viennes avec moi / Nous sommes dans une autre mentalité », et chantant rythmiquement « Je suis amoureuse, je vis, je la choisis » avec une vocalisation « presque verbale ».

## Récéption Critique
No Tears Left to Cry a reçu les éloges de tous les critiques musicaux à sa sortie. Meaghan Garvey de Pitchfork a déclaré qu'il s'agissait d'une progression musicale pour Grande et que sa voix surpassait celle de ses pairs. Selon Garvey, la chanson est « frappante d'optimisme: la bande originale du moment exact où vous décidez de continuer ». De même, The Observer l'a qualifié d'« exercice éblouissant de légèreté, apportant l'optimisme après l'attaque de Manchester l'an dernier ». Dans The Guardian, Laura Snapes lui a attribué quatre étoiles sur cinq, la qualifiant de « chanson triste intemporelle » et s'apparentant au concert One Love Manchester de Grande comme « l'une des célébrations les plus joyeuses et provocantes de la pop et de la musique ». Joel Golby, également de The Guardian, a trouvé la chanson expansive et appropriée, complétant les notes hautes de Grande et ses adaptations non conventionnelles. Matt Mellis, de Conséquence du son, a souligné le talent de Grande pour le changement de cadence et sa pertinence durable par l'espoir et la résilience. 
Dans NME, Nick Reilly a complimenté le chœur « extrêmement contagieux » de la chanson, tandis qu'Hannah Mylrea la considérait comme une euphorie et concluait : « Combattre la haine et les ravages avec espoir et discothèque », No Tears Left to Cry « est un triomphe ». Matthew Kent, de The Line of Best Fit, a déclaré : « Ariana le récupère pendant que nous le montons », et a déclaré qu'elle « l'avait certainement retiré du sac ». Fact a attribué au titre un score de 7,7 sur 10, qu'il décrivait comme « sombre mais triomphant et même s'il inclut des paroles cringues ... il a beaucoup de punch ». Dans sa critique pour Billboard, Andrew Unterberger a écrit que la chanson est "un cultivateur, pour ne pas être pleinement apprécié à la première écoute. Écrivant pour Variety, Chris Willman l’a qualifiée de « hymne de récupération post-traumatique le plus bruyant et le plus dansable », mais a déclaré que « ce n’est probablement pas le cas » intronisé au Temple de la renommée Max Martin . Spencer Kornhaber, dans The Atlantic, a qualifié la chanson de « l'un des meilleurs singles de pure musique pop de mémoire. ... La voix de Grande se courbe de façon surprenante, de la plus en plus radieuse à la volée en passant par le dos. Les plus glorieux sont les claviers: les progressions se rapprochent du jazz, Les paroles de chacun de ces accords décrivent qu'il y a beaucoup de cris, mais l'arrangement suggère clairement un flot de larmes sur la piste de danse ». Dans un article de couverture du magazine Time de mai 2018, Sam Lansky dit de la chanson : « Grande a écrit une chanson sur la résilience parce qu'elle a dû faire preuve de résilience, d'une manière difficilement imaginable, après qu'un terroriste ait fait exploser une bombe devant son concert du 22 mai 2017 à Manchester, en Angleterre, tuant 22 personnes et laissant plus de 500 Ce qui s’est passé fait partie de la chanson, mais la chanson n’a pas pour objet ce qui s’est passé. Au lieu d’être élégiaque, c’est joyeux et luxuriant ». 
En décembre 2018, NME a classé No Tears Left to Cry comme la meilleure chanson de 2018 dans son sondage de fin d'année.

## Performance Commerciale

### Amérique du Nord
Sur le Billboard Hot 100 américain, No Tears Left to Cry a fait ses débuts au troisième rang (interdit par les chansons de Drake Nice For What et God Plan) avec 100 000 téléchargements numériques vendus au cours de sa première semaine, selon Nielsen Music, qui a fait ses débuts au Billboard Hot Digital Songs, devenant ainsi le troisième palmarès de Grande. La chanson a attiré 36,9 millions de flux depuis son lancement, ce qui lui a permis de figurer au cinquième rang du tableau des chansons en streaming, et a rapidement reçu le soutien de la radio, ce qui lui a permis de figurer dans le tableau Radio Songs du Billboard, au numéro 35, avec 27 millions de visiteurs. Le single est devenu le neuvième top dix de Grande et ses débuts les plus réussis sur le Hot 100 (à égalité avec son single Problem de 2014). La chanson a également marqué son sixième top dix débuts, reliant ainsi Grande avec Lady Gaga et Rihanna en sixième position parmi les groupes ayant le plus grand nombre de débuts dans le classement. Grande poursuit également son disque en tant que première artiste à faire ses débuts dans les dix premières positions du tableau avec chaque single - The Way, Problem et Dangerous Woman - de ses quatre premiers albums studio. Après la sortie de Sweetener, la chanson a rebondi dans le top dix du Hot 100 au numéro sept de sa dix-huitième semaine sur le graphique, gagnant cinq places par rapport au numéro 12 de la semaine précédente, lui permettant de gagner une douzième semaine les dix premiers. En juillet 2018, No Tears Left to Cry a été certifié platine par la Recording Industry Association of America pour des ventes supérieures à un million d'unités aux États-Unis.
No Tears Left to Cry a fait ses débuts au numéro 30 comme entrée la plus élevée de la semaine, passant au numéro 22 la semaine suivante. La chanson a finalement fini en tête du classement du numéro du 21 juillet 2018, devenant son troisième numéro un sur le thème après Problem en 2014 et Side to Side en 2016. La chanson a également atteint un sommet de numéro trois sur le tableau Radio Songs, de numéro quatre sur Adult Top 40, de numéro 12 sur le tableau Chansons rythmiques et de numéro 16 sur le tableau Adulte contemporain. Sur les chansons du Billboard Dance Club, il est devenu le numéro un du numéro du 23 juin 2018 du magazine, devenant son deuxième hit numéro un dans le graphique et son premier en tant qu'artiste principal. Elle est également devenue la première artiste féminine à avoir deux chansons à succès numéro un sur le graphique. Au Canada, la chanson est devenue le plus haut single de Grande à l'époque, se classant deuxième du Canadian Hot 100, derrière Nice for What de Drake, tout en faisant ses débuts au sommet du tableau des ventes de chansons numériques canadiennes. . La piste a ensuite été certifiée platine par Music Canada en juillet 2018 pour des expéditions de 80 000 unités.

### Europe et Océanie
En Australie, No Tears Left to Cry a fait ses débuts au sommet du tableau des singles ARIA, ce qui en fait le premier numéro un et le sixième des dix meilleurs singles en Australie. Le single a ensuite été certifié platine par l'Association australienne de l'industrie de l'enregistrement (ARIA) pour avoir dépassé la limite des 70 000 ventes en juin 2018. En Nouvelle-Zélande, il est entré dans le classement des célibataires de Nouvelle-Zélande au numéro quatre, devenant ainsi son sixième top-single parmi les meilleurs , ainsi que son or certifié pour des expéditions dépassant 15 000 unités dans ce pays . Au Royaume-Uni, la chanson a fait ses débuts au numéro deux du classement des singles britanniques pour l'édition du 3 mai 2018 avec des ventes en première semaine de 74 290 unités, ce qui constitue le sixième plus beau single de Grande sur le territoire. Calvin Harris et Dua Lipa ont joué One Kiss deux semaines de suite. La piste a été certifiée or par la British Phonographic Industry (BPI) pour avoir vendu 600 000 unités. En Irlande, la chanson a fait ses débuts sur l'Irish Singles Chart au numéro 1, devenant ainsi la deuxième chanson numéro un de Grande et sa quatrième entrée dans le top 10 dans le pays. En Europe, la chanson figure en tête des charts en République tchèque, en Hongrie, en Norvège, au Portugal et en Slovaquie parmi les cinq premiers en Autriche, en Allemagne, en Finlande, aux Pays-Bas. (Single Top 100), Pologne et Suisse, et les dix premiers en Belgique (Flandres), au Danemark, en Italie, en Espagne et en Suède
No Tears Left to Cry a également connu le succès au Japon, atteignant un sommet du numéro 12 du Japan Hot 100, devenant son sixième meilleur single des vingt dans le pays. Il a également fait ses débuts au numéro six du classement japonais Hot Overseas et a atteint le numéro un à sa cinquième semaine là-bas.

## Clip musical

### Développement et sortie
Le clip de No Tears Left to Cry a été réalisé par Dave Meyers et produit par Nathan Scherrer. Il explore un concept de désorientation dans la vie, ainsi que la complexité et la désillusion du monde. « Nous flirtons en quelque sorte avec l'ambiguïté de savoir si vous devez trouver le terrain ou si le sol est exactement ce que vous en faites », a déclaré Meyers. Grande a été filmé devant des écrans sur des lieux clés en chrominance en post-production. En référence à la danseuse Fred Astaire, un couloir tournant a été construit pour permettre à Grande de marcher sur les plafonds et les murs. Elle a également été attelée à un escalier tournant et sauté à travers une chute. Le visage de Grande était couvert d'une substance verte et bandé pendant 30 minutes pour créer des masques pour son visage. La vidéo musicale a été créée pour la première fois sur Vevo le 20 avril 2018 à minuit HE. Trois vidéos en coulisses ont été publiées les 23, 27 et 25 mai 2018, respectivement.

### Synopsis
La vidéo musicale contient six tenues différentes, dont une volumineuse robe verte, une mini-robe en satin et des chaussures à semelles compensées Stuart Weitzman. Elle évite également sa queue de cheval haute signature pour des styles tels qu'une queue de cheval basse et tressée. La vidéo commence par une longue introduction à la chorale et une vue en soirée sur une métropole de gratte-ciel sur le côté, au-dessus de la tête et sous les pieds. Grande est d'abord représenté allongé sur un couloir bordé de fenêtre avant de marcher sur ses murs et son plafond dans une illusion d'optique. Elle tombe ensuite à travers le sol contre un mur avec des guirlandes de lumières et est représentée en train de se balancer de la rampe d'escalier de secours donnant sur la ville.
Dans une autre scène, le chanteur et une troupe de danseurs assortis jouent avec des parapluies sur les côtés d'un gratte-ciel. Grande tombe ensuite dans le ciel devant un interlude comportant un kaléidoscope de son visage. Le segment suivant montre Grande assise sur un sol en train de retirer son visage comme un masque tout en étant entourée de plusieurs versions de son visage montrant de multiples expressions et chants. Dans la dernière scène, Grande est assise dans un champ au lever du soleil, jouant à chercher son chien, Toulouse. La vidéo se termine par une abeille ouvrière volant à l'extérieur de l'écran, l'un des symboles de Manchester.

### Réception
La vidéo a été saluée par la critique. Emily Heward du Manchester Evening News l'a qualifié "d'hommage émouvant" à Manchester, notant que son abeille ouvrière symbolique représente la résilience de la ville. De même, Ross McNeilage de MTV UK a déclaré que la vidéo "résumait parfaitement l'euphorie onirique de la chanson et constituait un bel et subtil hommage".  McNeilage l'a qualifié de "visuel vraiment époustouflant, sans aucun doute sa meilleure vidéo musicale à ce jour". Charles Holmes de MTV l'a comparé à des visuels de M.C. Escher et a félicité la juxtaposition d'humeurs, en écrivant: "Au lieu de dire à Ariana que son monde a été bouleversé, la vidéo nous montre ... La vidéo sombre et muette ressemble à de la tristesse, tandis que la voix d'Ariana sonne comme un triomphe."
Chris Willman de Variety a décrit la vidéo musicale comme "une combinaison d'Inception et de l'ancienne routine musicale du film Danse au plafond de Fred Astaire". Calin van Paris de Vogue l'a qualifié de "monde imaginaire de style Inception" et a considéré la queue de cheval tressée de Grande comme "une surprenante tournure d'un updo classique" et "une esthétique percutante". Dans le magazine Billboard, Abby Jones considérait le visuel comme un spectacle, le trouvant "éblouissant et vertigineux" , tandis que Shanté Honeycutt le considérait comme "une belle vidéo époustouflante". Spencer Kornhaber a écrit dans The Atlantic : « la vidéo (...) est luxuriante et transportante, esthétisant l'idée que nos pieds sont à la recherche d'un terrain solide ». 
La vidéo a été vue plus de 730 millions de fois sur YouTube et a dépassé le single Grande de Grande en 2015 pour devenir la vidéo la plus regardée dès le premier jour et la première semaine de sa sortie (15 et 51,7 millions de vues, respectivement), après avoir été dépassée. par le single Thank U, Next de Grande, sorti la même année. Le clip a remporté le prix de la meilleure vidéo pop lors des MTV Video Music Awards 2018 et a été nommé pour la vidéo de l'année, la meilleure cinématographie et les meilleurs effets visuels. Il devient le 5ème titre de l'artiste à atteindre le milliard de vues sur YouTube.

## Spectacles en direct
Grande a interprété pour la première fois No Tears Left to Cry lors du tournage de Kygo lors du deuxième week-end du festival de musique et des arts de Coachella Valley, le 20 avril 2018 . Le 1er mai 2018, elle a donné sa première interprétation télévisée de la chanson dans The Tonight Show avec Jimmy Fallon. Elle a ensuite interprété la chanson dans le même spectacle le 14 mai, avec Fallon et The Roots, à l'aide d'instruments basés sur Nintendo Labo et Nintendo Switch. Grande a également ouvert les Billboard Music Awards 2018 le 20 mai avec une interprétation de la chanson. Elle a également interprété la chanson, avec Side to Side et Dangerous Woman, sur YouTube Brandcast. 

## Listes des pistes

### Téléchargement Numérique
1. No Tears Left to Cry – 3:25

### Remixes
1. No Tears Left to Cry (Junior Sanchez Remix)
2. No Tears Left to Cry (Eric Kupper Remix)
3. No Tears Left to Cry (DJ Mike D Remix)
4. No Tears Left to Cry (StoneBridge & Damien Hall Remix)
5. No Tears Left to Cry (Robert Eibach Remix)
6. No Tears Left to Cry (Barry Harris Remix)
7. No Tears Left to Cry (DJ Ranny Remix)
8. No Tears Left to Cry (Kay Stafford Remix)
9. No Tears Left to Cry (Fragile Future & Motor Blanco Remix)
10. No Tears Left to Cry (DJ Linuxis Remix)
11. No Tears Left to Cry (Dark Intensity Remix)

### Cd single
1. No Tears Left to Cry – 3:25
2. No Tears Left to Cry (instrumental) – 3:25

## Personnel
- Max Martin - production, programmation, batterie, clés, basse, percussions
- Ilya - production, programmation, batterie, clés, percussions
- Sam Holland - ingénierie
- Cory Bice - assistance technique
- Jeremy Lertola - assistance technique
- John Hanes - mix d'ingénierie
- Randy Merrill - mastering
- Ariana Grande - chœurs

Crédits adaptés des notes de l'album Sweetener.

## Charts
| Classement (2018)                       | Meilleure position |
| --------------------------------------- | ------------------ |
| Allemagne (Media Control AG)            | 2                  |
| Australie (ARIA)                        | 1                  |
| Autriche (Ö3 Austria Top 40)            | 2                  |
| Belgique (Flandre Ultratop 50 Singles)  | 5                  |
| Belgique (Wallonie Ultratop 50 Singles) | 13                 |
| Canada (Hot 100)                        | 2                  |
| Danemark (Tracklisten)                  | 6                  |
| Écosse (OCC)                            | 2                  |
| Espagne (PROMUSICAE)                    | 9                  |
| États-Unis (Hot 100)                    | 3                  |
| États-Unis (Adult Pop Songs)            | 4                  |
| États-Unis (Dance Club Songs)           | 1                  |
| États-Unis (Pop Airplay)                | 1                  |
| Finlande (Suomen virallinen lista)      | 2                  |
| France (SNEP)                           | 4                  |
| France (SNEP Megafusion)                | 13                 |
| Irlande (IRMA)                          | 1                  |
| Italie (FIMI)                           | 6                  |
| Japon (Hot 100)                         | 12                 |
| Nouvelle-Zélande (RMNZ)                 | 4                  |
| Norvège (VG-lista)                      | 1                  |
| Pays-Bas (Nederlandse Top 40)           | 2                  |
| Pays-Bas (Single Top 100)               | 4                  |
| Pologne (ZPAV)                          | 4                  |
| Portugal (AFP)                          | 1                  |
| Tchéquie (IFPI Rádio)                   | 1                  |
| Royaume-Uni (UK Singles Chart)          | 2                  |
| Slovaquie (IFPI Rádio)                  | 1                  |
| Suède (Sverigetopplistan)               | 10                 |
| Suisse (Schweizer Hitparade)            | 2                  |

### Classement par mois
| Classement (2018)                    | Meilleure place atteinte |
| ------------------------------------ | ------------------------ |
| Brésil Streaming (Pro-Música Brasil) | 33                       |

### Classements de fin d'année
| Classement (2018)                             | Position |
| --------------------------------------------- | -------- |
| Argentine (Monitor Latino)                    | 94       |
| Australie (ARIA)                              | 26       |
| Autriche (Ö3 Austria Top 40)                  | 53       |
| Belgique (Ultratop Flanders)                  | 17       |
| Belgique (Ultratop Wallonia)                  | 32       |
| Canada (Canadian Hot 100)                     | 13       |
| Danemark (Tracklisten)                        | 42       |
| Estonie (IFPI)                                | 18       |
| France (SNEP)                                 | 86       |
| Allemagne (Official German Charts)            | 61       |
| Hongrie (Rádiós Top 40)                       | 64       |
| Hongrie (Single Top 40)                       | 20       |
| Hongrie (Stream Top 40)                       | 20       |
| Irlande (IRMA)                                | 10       |
| Israël (Galgalatz)                            | 10       |
| Japon (Japan Hot 100)                         | 89       |
| Japon Hot Overseas (Billboard)                | 5        |
| Japon Streaming Songs (Billboard Japan)       | 61       |
| Pays-Bas (Dutch Top 40)                       | 9        |
| Pays-Bas (Mega Top 50)                        | 8        |
| Pays-Bas (Single Top 100)                     | 34       |
| Nouvelle-Zélande (Recorded Music NZ)          | 46       |
| Pologne (ZPAV)                                | 39       |
| Slovénie (SloTop50)                           | 18       |
| Suède (Sverigetopplistan)                     | 45       |
| Suisse (Schweizer Hitparade)                  | 36       |
| Royaume-Uni Singles (Official Charts Company) | 9        |
| États-Unis Billboard Hot 100                  | 20       |
| États-Unis Adult Contemporary (Billboard)     | 39       |
| États-Unis Adult Top 40 (Billboard)           | 16       |
| États-Unis Dance Club Songs (Billboard)       | 23       |
| États-Unis Dance/Mix Show Airplay (Billboard) | 10       |
| États-Unis Mainstream Top 40 (Billboard)      | 14       |
| États-Unis Rhythmic (Billboard)               | 45       |

| Classement (2019)   | Position |
| ------------------- | -------- |
| Slovénie (SloTop50) | 37       |

## Certification
| Région                                                                                                 | Certification | Ventes/Streams |
| --- | ------------- | -------------- |
| États-Unis (RIAA)                                                                                      | Platine       | 1 000 000      |
| *Ventes selon la certification ^Mise en rayon selon la certification xNon précisé par la certification |               |                |